# Pierwszy gabinet Roberta Menziesa
Pierwszy gabinet Roberta Menziesa (ang. First Menzies Ministry) – dwudziesty szósty gabinet federalny Australii i zarazem pierwszy z dziesięciu, jakie podczas swojej długiej kariery politycznej sformował Robert Menzies. Urzędował od 26 kwietnia 1939 do 14 marca 1940 roku.

## Okoliczności powstania
Powstanie gabinetu było pośrednio spowodowane nagłą śmiercią premiera Josepha Lyonsa, który 7 kwietnia 1939 zmarł na atak serca. Jego ostatni gabinet tworzony był przez koalicję składającą się z Partii Zjednoczonej Australii (UAP) oraz Partii Wiejskiej (CP). Decyzją gubernatora generalnego Australii, lorda Gowrie, bezpośrednio po śmierci Lyonsa tymczasowym premierem został lider CP Earle Page, natomiast dominująca w koalicji UAP otrzymała czas na wyłonienie nowego lidera. Menzies zwyciężył w tej rywalizacji, w związku z czym to jemu przypadło zadanie utworzenie nowego, stałego gabinetu.
Premier Page uszanował to rozstrzygnięcie i podał swój gabinet do dymisji, ale jednocześnie w imieniu Partii Wiejskiej odmówił udziału w nowym rządzie, co wiązało się z osobistymi animozjami między nim a Menziesem. Page zarzucał nowemu premierowi między innymi tchórzostwo, przywołując jego decyzję, aby w przeciwieństwie do tysięcy australijskich mężczyzn nie zaciągnąć się na ochotnika do armii podczas I wojny światowej, a także nielojalność wobec zmarłego premiera Lyonsa. Ostatecznie UAP utworzyła gabinet samodzielnie.

## Okoliczności dymisji
Znalezienie się poza rządem wywołało wkrótce bunt w szeregach CP, w wyniku którego Page został obalony ze stanowiska lidera partii. Zastąpił go Archie Cameron, zwolennik współpracy z UAP. W efekcie 14 marca 1940 obie partie powróciły do koalicji i stworzyły drugi gabinet Roberta Menziesa.

## Skład
| stanowisko                                                       | członek gabinetu  | od                | do                |
| ---------------------------------------------------------------- | ----------------- | ----------------- | ----------------- |
| premier                                                          | Robert Menzies    | 26 kwietnia 1939  | 14 marca 1940     |
| minister skarbu                                                  | Robert Menzies    | 26 kwietnia 1939  | 14 marca 1940     |
| minister koordynacji obronnej                                    | Robert Menzies    | 12 września 1939  | 14 marca 1940     |
| prokurator generalny                                             | Billy Hughes      | 26 kwietnia 1939  | 14 marca 1940     |
| minister przemysłu                                               | Billy Hughes      | 26 kwietnia 1939  | 14 marca 1940     |
| minister obrony                                                  | Geoffrey Street   | 26 kwietnia 1939  | 13 listopada 1939 |
| minister wojsk lądowych                                          | Geoffrey Street   | 13 listopada 1939 | 14 marca 1940     |
| minister zaopatrzenia i rozwoju                                  | Richard Casey     | 26 kwietnia 1939  | 26 stycznia 1940  |
| minister zaopatrzenia i rozwoju                                  | Frederick Stewart | 26 stycznia 1940  | 14 marca 1940     |
| minister spraw zagranicznych                                     | Henry Gullett     | 26 kwietnia 1939  | 14 marca 1940     |
| minister informacji                                              | Henry Gullett     | 12 września 1939  | 14 marca 1940     |
| minister gospodarki                                              | George McLeay     | 26 kwietnia 1939  | 14 marca 1940     |
| minister handlu i ceł                                            | John Lawson       | 26 kwietnia 1939  | 23 lutego 1940    |
| minister handlu i ceł                                            | Robert Menzies    | 23 lutego 1940    | 14 marca 1940     |
| minister poczty                                                  | Eric Harrison     | 26 kwietnia 1939  | 14 marca 1940     |
| minister ds. repatriacji                                         | Eric Harrison     | 26 kwietnia 1939  | 14 marca 1940     |
| minister lotnictwa cywilnego                                     | James Fairbairn   | 26 kwietnia 1939  | 14 marca 1940     |
| minister sił powietrznych                                        | James Fairbairn   | 13 listopada 1939 | 14 marca 1940     |
| wiceprzewodniczący Federalnej Rady Wykonawczej                   | James Fairbairn   | 26 kwietnia 1939  | 26 stycznia 1940  |
| wiceprzewodniczący Federalnej Rady Wykonawczej                   | Percy Spender     | 26 stycznia 1940  | 14 marca 1940     |
| minister zdrowia                                                 | Frederick Stewart | 26 kwietnia 1939  | 14 marca 1940     |
| minister służb społecznych                                       | Frederick Stewart | 26 kwietnia 1939  | 14 marca 1940     |
| minister marynarki wojennej                                      | Frederick Stewart | 13 listopada 1939 | 14 marca 1940     |
| minister spraw wewnętrznych                                      | Harry Foll        | 26 kwietnia 1939  | 14 marca 1940     |
| minister bez teki, zarządzający terytoriami zewnętrznymi         | John Perkins      | 26 kwietnia 1939  | 14 marca 1940     |
| minister bez teki, zarządzający programem mieszkań dla weteranów | Herbert Collett   | 26 kwietnia 1939  | 14 marca 1940     |
| minister bez teki, wspierający ministra zaopatrzenia i rozwoju   | Harold Holt       | 26 kwietnia 1939  | 14 marca 1940     |
| minister bez teki, wspierający ministra handlu i ceł             | Harold Holt       | 23 lutego 1940    | 14 marca 1940     |
| minister bez teki, wspierający ministra gospodarki               | Philip McBride    | 26 kwietnia 1939  | 14 marca 1940     |
| minister bez teki, wspierający ministra skarbu                   | Percy Spender     | 26 kwietnia 1939  | 3 listopada 1939  |